# 이은애
이은애(李垠厓, 1966년 ~ )는 대한민국의 법조인이다. 헌법재판소 재판관(2018. 9.~2024. 9.)을 지냈다. 2018년에 김명수 대법원장에 의해 이진성 재판관의 뒤를 이을 헌법재판소 재판관 후보자로 지명되었으며, 같은 해 문재인 대통령에 의해 임명되었다.

## 학력
- 살레시오여자고등학교 졸업
- 1988년 서울대학교 법학 학사

## 경력
- 1987년 제29회 사법시험 합격
- 1990년 서울지방법원 서부지원 판사
- 1992년 서울민사지방법원 판사
- 1994년 광주지방법원 판사
- 1999년 서울지방법원 남부지원 판사
- 1999년 국외교육훈련 파견(버클리대학)
- 2000년 서울지방법원 북부지원 판사
- 2002년 서울고등법원 판사
- 2002년 헌법재판소 헌법연구관 파견
- 2005년 인천지방법원 부장판사
- 2008년 서울동부지방법원 부장판사
- 2010년 서울중앙지방법원 부장판사
- 2012년 광주고등법원 전주재판부 부장판사
- 2014년 서울고등법원 부장판사
- 2017년 서울가정법원 수석부장판사(직무대리)
- 2018년 9월~2024년 9월: 헌법재판소 재판관
- 2023년 11월~2023년 11월: 헌법재판소장 권한대행